# Palacio Longchamp
El palacio de Longchamp (en francés: palais Longchamp) es un complejo palaciego de estilo neoclásico-Segundo Imperio y un monumento emblemático de la ciudad de Marsella, Francia. Inaugurado en 1869, el edificio —que recibe la denominación de «château de agua» por su función original— consta de, o alberga, las siguientes entidades:
- El pabellón-torre de agua central, de los principales depósitos de agua extraída del Durance a través del canal de Marsella, que sirve como histórica fuente de abastecimiento de agua potable de la ciudad de Marsella.
- El Museo de Bellas Artes de Marsella (en el ala izquierda del palacio).[4]
- El Museo de Historia Natural de Marsella (en el ala derecha del palacio; clasificado como Musée de France desde 2002, actualmente está bajo supervisión del Ministerio de Enseñanza Superior e Investigación).[4]
- Un jardín público (al frente) con espacios verdes, albercas con cascadas, y estatuas alegóricas que representan la gloria del agua, la fertilidad y la abundancia.
- El parque Longchamp (detrás), donde se encuentran el Observatorio de Marsella, un jardín botánico y un jardín zoológico (cuyos animales fueron reemplazados en 2013 por esculturas animalistas tras la celebración de los eventos de la Capital Europea de a Cultura).

El palacio de Longchamp está clasificado como monumento histórico de Francia desde el 1 de octubre de 1974 y forma parte del parque de Longchamp, en sí clasificado como jardín notable por el Ministerio de Cultura de Francia.

## Contexto histórico
El canal de Marsella fue construido en el siglo xix como el gran proyecto de la ciudad de Marsella para remediar con carácter de urgencia la falta de agua potable en la ciudad —cada vez más acuciante debido al rápido desarrollo de las infraestructuras urbanas en los dos siglos anteriores— mediante el desvío de agua del río Durance. El comienzo de los trabajos coincidió con un período de extrema sequía durante la temporada de primavera-verano de 1834, que resultó catastrófica para los marselleses, tras la cual la ciudad fue víctima de lluvias torrenciales (sobre todo en el mes conocido como «septiembre negro»). Las inundaciones debidas al desborde del Jarret y el Huveaune provocaron dos epidemias de cólera, la primera en 1834 y la segunda en 1839, cuando las obras del canal apenas habían comenzado, haciendo necesaria todavía más la llegada de agua potable a la ciudad.

### El «châteaude agua»
En la propia Marsella se construyeron depósitos y torres de agua para almacenar el agua desviada del Durance. En la meseta de Longchamp se erigió una gran torre, justo a tiempo para las celebraciones de la llegada del agua a la ciudad, con la apertura de los diques del nuevo canal. Con este motivo, se diseñó una torre con un semblante majestuoso y todo lujo de detalle, que se convertiría en el palacio de Longchamp (recibiendo el nombre de su ubicación). El diseñador del complejo, Henri-Jacques Espérandieu, lo proyectó en torno a la torre de agua, tomando elementos relacionados con el agua, como fuentes y pequeñas cascadas. En el centro, la gran alberca que reúne el agua que iba a ser repartida a la ciudadanía. 
Aunque la primera piedra se colocó por el duque de Orleans el 15 de noviembre de 1839, tardarían 30 años para que los trabajos de construcción del complejo se finalizaran (mayormente debido a problemas de financiación y las normativas municipales de la época), durante los cuales se presentaban varios proyectos para la realización del château. Consciente de ello, en la ceremonia de colocación de la primera piedra, el duque de Orleans admitió que «poner la primera piedra es fácil, lo difícil será llegar a la última». El mismo duque nunca llegaría a ver la obra terminada.

## Descripción
La entrada al palacio de Longchamp consta de dos portales colocados simétricamente con respecto al eje del edificio, que, unidos por la rejilla de la cerca, toman la forma de la rotonda Henry-Dunant al final de la avenida Longchamp. Cada puerta de entrada está enmarcada por altos pedestales, sobre los que se presentan estatuas esculpidas por Antoine-Louis Barye, cada una representando un par de bestias con su presa: A la izquierda, un león con un muflón entre sus patas y un tigre encima de una cierva; y a la derecha, otro león matando a un jabalí y un segundo tigre teniendo de presa a una gacela. Actualmente, estas cuatro estatuas se encuentran muy dañadas debido la erosión y la contaminación.
Los dos portales se abren a dos pasillos que conducen, siguiendo los contornos curvados de la alberca central, hasta la escalera principal. Los primeros tramos son convexos, para luego volverse gradualmente rectos. Esta escalera, que encierra el estanque a pie de la cascada, se interrumpe por una terraza para dar acceso, por la izquierda, al Museo de Bellas Artes y, por la derecha, al Museo de historia natural.

### Parques y jardines
Unos de los elementos más característicos del palacio de Longchamp, más allá de su arquitectura y los elementos relacionados con el agua, son los jardines que forman parte integral del monumento desde sus comienzos. Inicialmente proyectados como espacios decorativos y de ocio, más tarde han servido de enlaces entre los dos museos mayores que alberga el palacio. Estos espacios incluyen tanto los parterres que rodean los estanques al nivel de la entrada principal, como dos amplios jardines complementarios ubicados en la parte trasera del edificio, a saber, el jardín botánico (a la altura de la estructura principal del palacio) y el jardín zoológico, ubicado más abajo; además de algunos parques menores.